# Urocolius indicus
El pájaro ratón carirrojo (Urocolius indicus) es una especie de ave coliforme de la familia Coliidae que vive en África austral.

## Descripción

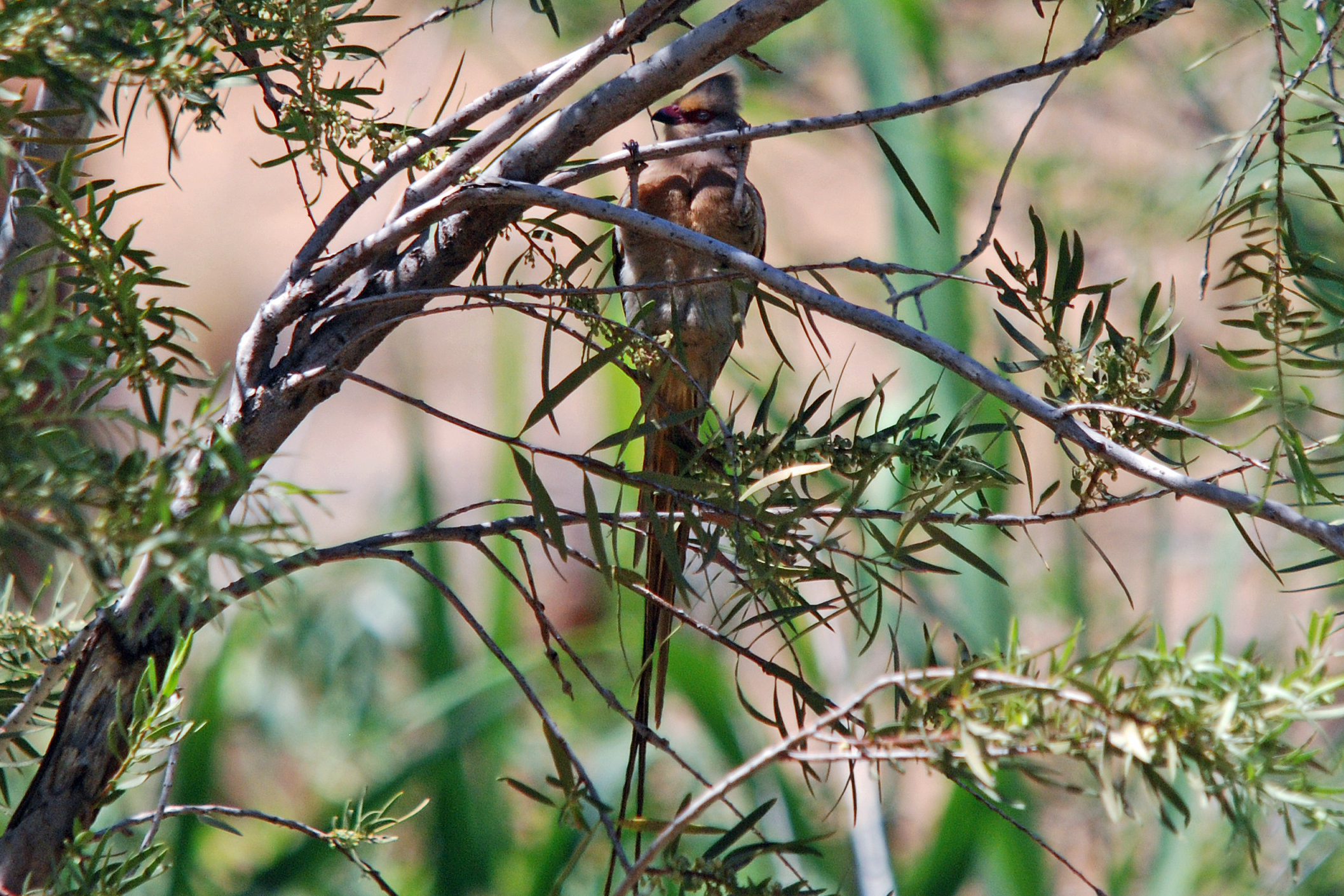
Ejemplar colgado de un árbol.

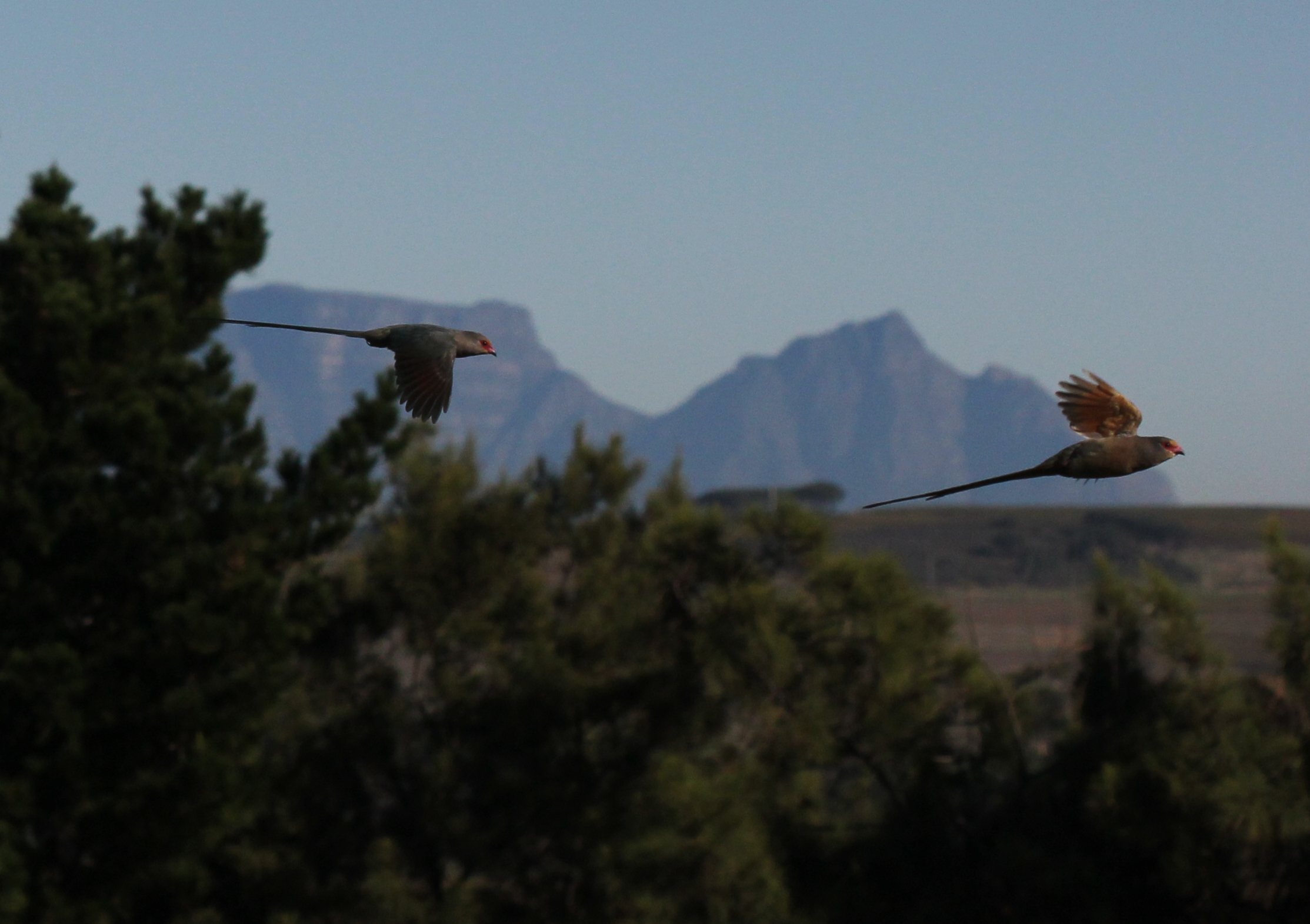
En vuelo.

El pájaro ratón colirrojo mide alrededor de 34 cm de largo, incluida su larga cola que supone aproximadamente la mitad de la longitud total. Tiene en la cabeza un penacho de plumas eréctiles, y presenta una carúncula roja en el lorum y alrededor de sus ojos. Su pico curvado hacia abajo es rojizo con la punta negra. El plumaje de sus partes superiores es grisáceo, con la frente y el pecho de color canela claro y el vientre blanquecino. Ambos sexos tiene un aspecto similar y los juveniles tienen la carúncula verdosa y el penacho de su cabeza es más corto.

## Distribución
Se encuentra en el sur de África desde los extremos meridionales de Angola, República Democrática del Congo y Tanzania hasta la provincia del Cabo en Sudáfrica. Su hábitat natural es la sabana arbustiva, el fynbos y cualquier espacio arbolado abierto de la región, pudiéndose encontrar también en los campos de cultivo y los jardines.

## Comportamiento
El pájaro ratón carirrojo se alimenta de frutos, hojas, semillas y néctar. Es una especie sedentaria y social que fuera de la temporada de cría se alimenta en pequeños grupos, formados normalmente por media docena de individuos, pero que pueden llegar hasta 15 o más. Por la noche los grupos descansan juntos y suelen practicar el acicalado mutuo. 
Cría entre junio y febrero. Construye un nido en forma de cuenco compuesto por materiales vegetales desordenados y forrado por pelo de mamíferos. Su puesta se compone de 2 a 6 huevos que eclosionarán en unas dos semanas.

## Taxonomía
Se reconocen cinco subespecies, según un orden filogenético de la lista del Congreso Ornitológico Internacional:
- U. indicus mossambicus (Reichenow, 1896)
- U. indicus lacteifrons (Sharpe, 1892)
- U. indicus pallidus (Reichenow, 1896)
- U. indicus transvaalensis Roberts, 1922
- U. indicus indicus (Latham, 1790)